# (21715) Palaniappan
(21715) Palaniappan (1999 RA110) – planetoida z pasa głównego asteroid okrążająca Słońce w ciągu 3,39 lat w średniej odległości 2,26 j.a. Odkryta 8 września 1999 roku.